# Leichtathletik-Weltmeisterschaften 2019/Teilnehmer (Ukraine)
| Gelbes Symbol für Goldmedaillen mit stilisierten Olympischen Ringen | Graues Symbol für Silbermedaillen mit stilisierten Olympischen Ringen | Braundes Symbol für Bronzemedaillen mit stilisierten Olympischen Ringen |
| ------------------------------------------------------------------- | --------------------------------------------------------------------- | ----------------------------------------------------------------------- |
| —                                                                   | 2                                                                     | —                                                                       |

Der Leichtathletikverband der Ukraine will an den Leichtathletik-Weltmeisterschaften 2019 in Doha teilnehmen. 44 Athleten wurden vom ukrainischen Verband nominiert.

## Ergebnisse

### Frauen

#### Laufdisziplinen
| Athletin | Disziplin    | Vorlauf        | Vorlauf | Halbfinale  | Halbfinale | Finale       | Finale |
| Athletin | Disziplin    | Zeit           | Platz   | Zeit        | Platz      | Zeit         | Platz  |
| --- | ------------ | -------------- | ------- | ----------- | ---------- | ------------ | ------ |
| Olha Ljachowa | 800 m        | 2:01,47 min    | 06      | 2:00,72 min | 08         | DNQ          | DNQ    |
| Natalija Pryschtschepa | 800 m        | 2:03,22 min    | 21      | 2:01,24 min | 15         | DNQ          | DNQ    |
| Oleksandra Schafar | Marathon     |                |         |             |            | DNF          | DNF    |
| Hanna Plotizyna | 100 m Hürden | 13,30 s        | 30      | DNQ         | DNQ        | –            | –      |
| Hanna Ryschykowa | 400 m Hürden | 55,11 s        | 05      | 54,45 s SB  | 07         | 54,45 s SB   | 07     |
| Nadija Borowska | 20 km Gehen  |                |         |             |            | 1:38:35 h SB | 20     |
| Inna Kaschyna | 20 km Gehen  |                |         |             |            | 1:41:44 h    | 29     |
| Walentyna Myrontschuk | 50 km Gehen  |                |         |             |            | DNF          | DNF    |
| Olena Sobtschuk | 50 km Gehen  |                |         |             |            | 4:33:38 h    | 04     |
| Chrystyna Judkina | 50 km Gehen  |                |         |             |            | 4:36:00 h    | 06     |
| - Kateryna Klymjuk - Olha Ljachowa - Tetjana Melnyk - Hanna Ryschykowa nicht auf Startlisten: - Iwanna Awramtschuk - Anastassija Bryshina - Jana Katschur | 4 × 400 m    | 3:26,57 min SB | 6       |             |            | 3:27,48 min  | 6      |

#### Sprung/Wurf
| Athletin                | Disziplin      | Qualifikation               | Qualifikation               | Finale                      | Finale                      |
| Athletin                | Disziplin      | Weite/Höhe                  | Platz                       | Weite/Höhe                  | Platz                       |
| ----------------------- | -------------- | --------------------------- | --------------------------- | --------------------------- | --------------------------- |
| Iryna Heraschtschenko   | Hochsprung     | 1,85 m                      | 23                          | DNQ                         | DNQ                         |
| Julija Lewtschenko      | Hochsprung     | 1,92 m                      | 09                          | 2,00 m                      | 4                           |
| Jaroslawa Mahutschich   | Hochsprung     | 1,94 m                      | 04                          | 2,04 m WU20R                | Silber                      |
| Maryna Kylypko          | Stabhochsprung | 4,50 m                      | 21                          | DNQ                         | DNQ                         |
| Maryna Bech-Romantschuk | Weitsprung     | 6,74 m                      | 04                          | 6,92 m SB                   | Silber                      |
| Anna Krassuzka          | Dreisprung     | DQ nachträglich wg. Dopings | DQ nachträglich wg. Dopings | DQ nachträglich wg. Dopings | DQ nachträglich wg. Dopings |
| Olha Saladucha          | Dreisprung     | 14,32 m                     | 03                          | 14,52 m SB                  | 5                           |
| Natalija Semenowa       | Diskuswurf     | 54,68 m                     | 25                          | DNQ                         | DNQ                         |
| Iryna Klymez            | Hammerwurf     | 72,93 m PB                  | 05                          | 73,56 m PB                  | 5                           |
| Iryna Nowoschylowa      | Hammerwurf     | 65,31 m                     | 30                          | DNQ                         | DNQ                         |
| Aljona Schamotina       | Hammerwurf     | 67,30 m                     | 24                          | DNQ                         | DNQ                         |
| Hanna Hazko-Fedussowa   | Speerwurf      | 55,84 m                     | 26                          | DNQ                         | DNQ                         |

### Männer

#### Laufdisziplinen
| Athlet             | Disziplin   | Vorlauf | Vorlauf | Halbfinale | Halbfinale | Finale       | Finale |
| Athlet             | Disziplin   | Zeit    | Platz   | Zeit       | Platz      | Zeit         | Platz  |
| ------------------ | ----------- | ------- | ------- | ---------- | ---------- | ------------ | ------ |
| Serhij Smelyk      | 200 m       | 20,39 s | 18      | 20,55 s    | 18         | DNQ          | DNQ    |
| Ihor Porosow       | Marathon    |         |         |            |            | 2:26:11 h    | 50     |
| Iwan Lossew        | 20 km Gehen |         |         |            |            | 1:35:42 h    | 28     |
| Wiktor Schumik     | 20 km Gehen |         |         |            |            | 1:37:23 h    | 30     |
| Eduard Sabuschenko | 20 km Gehen |         |         |            |            | 1:41:04 h    | 34     |
| Iwan Banseruk      | 50 km Gehen |         |         |            |            | DNF          | DNF    |
| Walerij Litanjuk   | 50 km Gehen |         |         |            |            | 4:42:18 h    | 25     |
| Marjan Sakalnyzkyj | 50 km Gehen |         |         |            |            | 4:12:28 h SB | 09     |

#### Sprung/Wurf
| Athlet                     | Disziplin  | Qualifikation | Qualifikation | Finale     | Finale |
| Athlet                     | Disziplin  | Weite/Höhe    | Platz         | Weite/Höhe | Platz  |
| -------------------------- | ---------- | ------------- | ------------- | ---------- | ------ |
| Bohdan Bondarenko          | Hochsprung | NM            | NM            | –          | –      |
| Andrij Prozenko            | Hochsprung | 2,26 m        | 14            | DNQ        | DNQ    |
| Mychajlo Kochan            | Hammerwurf | 76,56 m       | 07            | 77,39 m PB | 05     |
| Serhij Perewosnikow        | Hammerwurf | 72,16 m       | 27            | DNQ        | DNQ    |
| Serhij Reheda              | Hammerwurf | 71,28 m       | 29            | DNQ        | DNQ    |
| Oleksandr Nytschyportschuk | Speerwurf  | 72,75 m       | 30            | DNQ        | DNQ    |

### Mixed
| Athlet/in | Disziplin | Vorlauf     | Vorlauf | Halbfinale | Halbfinale | Finale | Finale |
| Athlet/in | Disziplin | Zeit        | Platz   | Zeit       | Platz      | Zeit   | Platz  |
| --- | --------- | ----------- | ------- | ---------- | ---------- | ------ | ------ |
| - Danylo Danylenko (m) - Tetjana Melnyk (w) - Kateryna Klymjuk (w) - Oleksij Posdnjakow (m) nicht auf Startliste: - Iwanna Awramtschuk (w) - Dmytro Bikulow (m) - Anastassija Bryshina (w) - Jana Katschur (w) | 4 × 400 m | 3:17,50 min | 13      |            |            | DNQ    | DNQ    |